# Тутівка
Ту́тівка (крим. Tutivka) — село Феодосійського району Автономної Республіки Крим. Розташоване в центрі району.

## Населення

### Мова
Розподіл населення за рідною мовою за даними перепису 2001 року:
| Мова              | Кількість | Відсоток |
| ----------------- | --------- | -------- |
| російська         | 37        | 57.81%   |
| кримськотатарська | 25        | 39.06%   |
| українська        | 2         | 3.13%    |
| Усього            | 64        | 100%     |